# Niederhünigen
Niederhünigen is een gemeente en plaats in het Zwitserse kanton Bern, en maakt deel uit van het district Bern-Mittelland.
Niederhünigen telt 611 inwoners.